# Melanargia gnophos
Melanargia gnophos är en fjärilsart som beskrevs av Charles Oberthür 1894. Melanargia gnophos ingår i släktet Melanargia och familjen praktfjärilar. Inga underarter finns listade i Catalogue of Life.